# Sorbets (Gers)
Sorbets (en francès Sorbets) és un municipi francès situat al departament del Gers i a la regió d'Occitània.

## Demografia
| 1962                                       | 1968 | 1975 | 1982 | 1990 | 1999 | 2006 |
| ------------------------------------------ | ---- | ---- | ---- | ---- | ---- | ---- |
| 237                                        | 224  | 238  | 191  | 203  | 194  | 223  |
| Des de 1962: població sense dobles comptes |      |      |      |      |      |      |

## Administració
| Període   | Identitat        | Partit |
| --------- | ---------------- | ------ |
| 2001-2008 | Madeleine Gaspin |        |
| 2008-     | Laurent Lamothe  |        |